# París-Niça 1986
La París-Niça 1986 fou la 44a edició de la París-Niça. És un cursa ciclista que es va disputar entre el 2 i el 9 de març de 1986. La cursa fou guanyada per l'irlandès Sean Kelly de l'equip Kas per davant d'Urs Zimmermann (Carrera-Inoxpran) i Greg LeMond (La Vie Claire). Kelly també s'emportà les classificacions de la muntanya i de la regularitat, mentre que Iñaki Gastón guanyà la dels joves i el conjunt Kas la d'equips.

## Participants
En aquesta edició de la París-Niça hi preneren part 97 corredors dividits en 11 equips: Kas, Carrera-Inoxpran, La Vie Claire, Peugeot-Shell-Velo Talbot, Panasonic, Système U, R.M.O.-Meral-Mavic, Teka, Fagor, 7-Eleven i Transvemij-Van Schilt-Elro. La prova l'acabaren 74 corredors.

## Resultats de les etapes
| Etapes              | Data      | Recorregut                             | Km      | Vencedor d'etapa          | Líder de la general |
| ------------------- | --------- | -------------------------------------- | ------- | ------------------------- | ------------------- |
| Pròleg              | 2 de març | París (CRI)                            | 5.9 km  | Sean Kelly                | Sean Kelly          |
| 1a etapa            | 3 de març | Limeil-Brévannes-Limeil-Brévannes      | 148 km  | Bruno Wojtinek            | Sean Kelly          |
| 2a etapa            | 4 de març | Buxy-Saint-Étienne                     | 223 km  | Bruno Wojtinek            | Sean Kelly          |
| 3a etapa            | 5 de març | Saint-Étienne-Lo Roret                 | 206 km  | Sean Kelly                | Sean Kelly          |
| 4a etapa, 1r sector | 6 de març | Lo Roret-Mont Ventoux (Chalet Reynard) | 118 km  | Eric van Lancker          | Sean Kelly          |
| 4a etapa, 2n sector | 6 de març | Carpentras-Avignon (CRE)               | 31.5 km | Peugeot-Shell-Velo Talbot | Sean Kelly          |
| 5a etapa            | 7 de març | Salon-de-Provence-Mont Faron           | 180 km  | Pedro Muñoz               | Sean Kelly          |
| 6a etapa            | 8 de març | Toló -Mandelieu-la-Napoule             | 194 km  | Jørgen Vagn Pedersen      | Sean Kelly          |
| 7a etapa, 1r sector | 9 de març | Mandelieu-la-Napoule-Niça              | 101 km  | Alfonso Gutiérrez         | Sean Kelly          |
| 7a etapa, 2n sector | 9 de març | Niça-Coll d'Èze (CRI)                  | 10 km   | Sean Kelly                | Sean Kelly          |

## Etapes

### Pròleg
2-03-1986. París, 5.9 km. CRI
|   | Ciclista         | Equip     | Temps  |
| - | ---------------- | --------- | ------ |
| 1 | Sean Kelly       | Kas       | 7' 19" |
| 2 | Bert Oosterbosch | Panasonic | + 5"   |
| 3 | Alain Bondue     | Système U | + 7"   |

### 1a etapa
3-03-1986. Limeil-Brévannes-Limeil-Brévannes, 148 km.
|   | Ciclista         | Equip                     | Temps      |
| - | ---------------- | ------------------------- | ---------- |
| 1 | Bruno Wojtinek   | Peugeot-Shell-Velo Talbot | 4h 05' 01" |
| 2 | Francis Castaing | R.M.O.-Meral-MAvic        | m. t.      |
| 3 | Frank Hoste      | Fagor                     | m. t.      |

### 2a etapa
4-03-1986. Buxy-Saint-Étienne 223 km.
|   | Ciclista       | Equip                     | Temps      |
| - | -------------- | ------------------------- | ---------- |
| 1 | Bruno Wojtinek | Peugeot-Shell-Velo Talbot | 6h 30' 33" |
| 2 | Sean Kelly     | Kas                       | m. t.      |
| 3 | Frank Hoste    | Fagor                     | m. t.      |

### 3a etapa
5-03-1986. Saint-Étienne-Lo Roret 206 km.
|   | Ciclista          | Equip         | Temps      |
| - | ----------------- | ------------- | ---------- |
| 1 | Sean Kelly        | Kas           | 5h 48' 53" |
| 2 | Alfonso Gutiérrez | Teka          | m. t.      |
| 3 | Steve Bauer       | La Vie Claire | m. t.      |

### 4a etapa, 1r sector
6-03-1986. Lo Roret-Mont Ventoux (Chalet Reynard), 118 km.
|   | Ciclista         | Equip            | Temps      |
| - | ---------------- | ---------------- | ---------- |
| 1 | Eric van Lancker | Panasonic        | 3h 34' 51" |
| 2 | Urs Zimmermann   | Carrera-Inoxpran | + 1' 01"   |
| 3 | Sean Kelly       | Kas              | + 1' 36"   |

### 4a etapa, 2n sector
6-03-1986. Carpentras-Avignon, 31.5 km. (CRE)
|   | Equip                     | Temps   |
| - | ------------------------- | ------- |
| 1 | Peugeot-Shell-Velo Talbot | 37' 00" |
| 2 | La Vie Claire             | + 19"   |
| 3 | Kas                       | + 36"   |

### 5a etapa
7-03-1986. Salon-de-Provence-Mont Faron, 180 km.
|   | Ciclista      | Equip | Temps      |
| - | ------------- | ----- | ---------- |
| 1 | Pedro Muñoz   | Fagor | 4h 42' 52" |
| 2 | Sean Kelly    | Kas   | + 5"       |
| 3 | Eric Caritoux | Fagor | m. t.      |

### 6a etapa
8-03-1986. Toló-Mandelieu-la-Napoule, 194 km.
|   | Ciclista             | Equip            | Temps      |
| - | -------------------- | ---------------- | ---------- |
| 1 | Jørgen Vagn Pedersen | Carrera-Inoxpran | 5h 29' 58" |
| 2 | Sean Kelly           | Kas              | + 1' 16"   |
| 3 | Eddy Schepers        | Carrera-Inoxpran | m. t.      |

### 7a etapa, 1r sector
9-03-1986. Mandelieu-la-Napoule-Niça, 101 km.
|   | Ciclista          | Equip | Temps      |
| - | ----------------- | ----- | ---------- |
| 1 | Alfonso Gutiérrez | Teka  | 2h 31' 37" |
| 2 | Sean Kelly        | Kas   | m. t.      |
| 3 | Frank Hoste       | Fagor | m. t.      |

### 7a etapa, 2n sector
9-03-1986. Niça-Coll d'Èze, 10 km. CRI
|   | Ciclista              | Equip            | Temps   |
| - | --------------------- | ---------------- | ------- |
| 1 | Sean Kelly            | Kas              | 19' 45" |
| 2 | Jean-François Bernard | La Vie Claire    | + 14"   |
| 3 | Urs Zimmermann        | Carrera-Inoxpran | + 27"   |

## Classificacions finals

### Classificació general
|    | Ciclista              | Equip                     | Temps       |
| -- | --------------------- | ------------------------- | ----------- |
| 1  | Sean Kelly            | Kas                       | 33h 12' 21" |
| 2  | Urs Zimmermann        | Carrera-Inoxpran          | + 1' 50"    |
| 3  | Greg LeMond           | La Vie Claire             | + 2' 27"    |
| 4  | Pascal Simon          | Peugeot-Shell-Velo Talbot | + 2' 44"    |
| 5  | Eric Caritoux         | Fagor                     | + 2' 59"    |
| 6  | Iñaki Gastón          | Kas                       | + 3' 21"    |
| 7  | Jean-François Bernard | La Vie Claire             | + 3' 23"    |
| 8  | Yvon Madiot           | Système U                 | + 4' 14"    |
| 9  | Charly Mottet         | Système U                 | + 4' 37"    |
| 10 | Eddy Schepers         | Carrera-Inoxpran          | + 5' 03"    |

## Evolució de les classificacions
| Etapa (Vencedor)                                | Classificació general |
| ----------------------------------------------- | --------------------- |
| 0Pròleg (Sean Kelly)                            | Sean Kelly            |
| 0Etapa 1 (Bruno Wojtinek)                       | Sean Kelly            |
| 0Etapa 2 (Bruno Wojtinek)                       | Sean Kelly            |
| 0Etapa 3 (Sean Kelly)                           | Sean Kelly            |
| 0Etapa 4, 1r sector (Eric van Lancker)          | Sean Kelly            |
| 0Etapa 4, 2n sector (Peugeot-Shell-Velo Talbot) | Sean Kelly            |
| 0Etapa 5 (Pedro Muñoz)                          | Sean Kelly            |
| 0Etapa 6 (Jørgen Vagn Pedersen)                 | Sean Kelly            |
| 0Etapa 7, 1r sector (Alfonso Gutiérrez)         | Sean Kelly            |
| 0Etapa 7, 2n sector (Sean Kelly)                | Sean Kelly            |